# Grad Slovenj Gradec
Grad Slovenj Gradec redkeje  Grad nad Starim trgom pri Slovenj Gradcu (nemško Windishgratz, Windesgrez ) je nekoč stal na mestu sedanje župnijske cerkve sv. Pankracija nad naseljem Stari trg pri Slovenj Gradcu.  

## Zgodovina
Grad Slovenj Gradec se posredno prvič omenja leta 1091 z omembo njegovega lastnika grofa Weriatna de Greza. Zato ga štejemo med najstarejše bivalne utrdbe na Slovenskem. Neposredno pa je v virih izpričan leta 1214 kot “castrum Windesgrez”. Po letu 1130 je bil grad v lasti grofov Spanheimskih, nato od leta 1147 Traunganci, od 1192 grofje Andeško - Meranski. Domnevno je na grad prišel umret Henrik IV. Andeški, ki naj bi bil tu tudi pokopan. Nekdanja grajska dvorana je bila preurejena v grajsko kapelo, ki so jo okoli leta 1240 spremenili v cerkev posvečeno sv. Pankraciju. Po izumrtju Andeških je grad in gospostvo prešlo z dedovanjem na Oglejske patriarhe. Cerkev je dal zgraditi oglejski patriarh Bertold Andeš-Meranski. Leta 1302 je bil lastnik gradu oglejski patriarh Ottobono de Razzi. Grad z gospostvom je nato po letu 1425 prešel na Habsburške deželne kneze. Ne glede na navedene lastnike pa so na gradu gospodarili kastelani, ki so od leta 1214 bili vitezi Diengeni iz Zapric v Kamniku. Ti so se odselili v Gradec in tam zasnovali poznejšo mogočno rodbino Windishgratzov. Ob turških vpadih v drugi polovici 15. stoletja so grad leta 1473 oplenili Turki. Grad so potem leta 1488 razdejali Ogri pod vodstvom Jakoba Szekelyja. 
Po ogrskem zavzetju je stara trdnjava počasi propadla in nanjo danes spominja le še obzidje, na mestu nekdanjega utrjenega stolpa „bergfrida“ so postavili zvonik, ki je ločen od cerkve.